# Cartier
Société Cartier er et fransk konglomerat der designer, fremstiller, distribuerer og sælger luksussmykker og -ure.
Virksomheden blev grundlagt i Paris, Frankrig i 1847 af Louis-François Cartier og forblev i familiens eje frem til 1964. Hovedkvarteret ligger fortsat i Paris, men firmaet er siden blevet et datterselskab af Compagnie Financière Richemont SA i Schweiz.
Cartier har en lang historie med salg til kongelige. Eksempelvis har Catherine, hertuginde af Cambridge båret et Cartier Ballon Bleu-ur. Kong Edvard 7. af Storbritannien omtalte Cartier som "guldsmed for konger og kongen blandt guldsmede." Ved hans kroning i 1902 bestilte Edvard 7. 27 tiaraer, og i 1904 tildelte han virksomheden royal warrant. Snart efter blev Cartier også kongelig hofleverandør for kongefamilierne i Spanien, Portugal, Rusland, Siam, Grækenland, Serbien, Belgien, Rumænien, Egypten, Albanien, Monaco og Huset Orleans.

## Galleri
- Cartier-butik på Champs-Élysées i Paris
- Bismarck safirhalskæden (1935) der i dag findes på National Museum of Natural History.
- Cartier Santos - stål og guld fra 1988
- Pierre C. Cartier barnebarn af Louis-François Cartier
- Cartier Tank, urmodel introduceret i 1935